# 于琮
琮（9世纪—881年），字礼用，河南人。唐朝官员、驸马。

## 生平
于志宁七世孙，敖之子。早年有大志，靠门荫當小官，久不见用。唯有驸马都尉鄭顥很看重他。大中十二年（858年）中進士，本奉詔娶永福公主，拜驸马都尉，擢升秘书省校书郎、右拾遗，赐绯，又升左补阙，赐紫。但永福公主娇纵，唐宣宗認為“此可为士人妻乎”，改将廣德公主嫁给于琮。歷官兵部侍郎、諸道鹽鐵轉運使，咸通八年官至同平章事。
唐懿宗时，于琮被韦保衡构陷，贬为韶州刺史。廣德公主随行，一路防止于琮被害。有宦官送来毒酒，公主大骂宦官，泼掉毒酒。后来，于琮回京，授太子少傅，拜右仆射，广德公主为于琮找了歌妓俞洛真为妾，俞洛真“有风貌，且辩慧。顷曾出曲中，值故左揆于公，贵主许纳别室”，于琮纳了俞洛真之后一个多月，不务正业。广德公主得知，赐俞洛真数百金，打发她走了。
中和元年（881年），黃巢入長安，張直方收留于琮、豆盧瑑、崔沆等數百人。事發後，黄巢诛张直方三族，十二月庚子，于琮为黄巢所杀。廣德公主不失节，哭泣道：“今日谊不独存，贼宜杀我！”黄巢不想殺她，公主遂自缢死。

## 延伸阅读
[在维基数据编辑]
 《新唐書·卷104》，出自《新唐書》